# 하드윅생쥐꼬리박쥐
하드윅생쥐꼬리박쥐(Rhinopoma hardwickii)는 생쥐꼬리박쥐과에 속하는 박쥐의 일종이다. 작은생쥐꼬리박쥐 또는 하드윅작은생쥐꼬리박쥐, 긴꼬리박쥐로도 불린다. 학명과 통용명은 인도에서 오랫동안 활동했던 영국의 군인 겸 박물학자, 토마스 하드윅 육군 소장(Thomas Hardwicke, 1755~1835)의 이름에서 유래했다. 북아프리카와 아프리카 중부 및 동부 일부 지역 그리고 서아프리카, 인도아대륙 동부까지 지역에서 발견된다.